# Otto Horn
Otto Richard Horn (ur. 14 grudnia 1903 w Obergrauschwitz, miejsce i data śmierci nieznane) – niemiecki robotnik, pielęgniarz psychiatryczny, SS-Unterscharführer, uczestnik akcji T4, członek załogi obozu zagłady w Treblince. Sądzony, a następnie uniewinniony w pierwszym procesie załogi Treblinki.

## Życiorys
Urodził się w wiosce Obergrauschwitz w powiecie Oschatz. Do ukończenia 14. roku życia uczęszczał do szkół, następnie przez cztery lata pracował na farmie. W późniejszym okresie był zatrudniony jako górnik i robotnik fabryczny. W 1926 roku rozpoczął kurs na pielęgniarza psychiatrycznego w szpitalu w Arnsdorf w Saksonii. Egzamin końcowy zdał w szpitalu psychiatrycznym na Zamku Sonnenstein nieopodal Pirny. Pracował krótko w szpitalu w Dösen (Lipsk), po czym został zatrudniony w Arnsdorf.
Pod koniec sierpnia 1939 roku został powołany w szeregi Wehrmachtu. Jako sanitariusz w kompanii sanitarnej 56. Dywizji Piechoty wziął udział w kampaniach w Polsce, Francji i ZSRR. W sierpniu 1941 roku został zdemobilizowany. Powrócił na krótko do Arnsdorf, po czym przeniesiono go do szpitala na Zamku Sonnenstein, będącego w tym czasie jednym z ośrodków eksterminacji akcji T4. Pracował tam jako pielęgniarz.
Podobnie jak wielu innych wykonawców akcji T4 został przeniesiony do okupowanej Polski, aby wziąć udział w eksterminacji Żydów. Przyznano mu także stopień SS-Unterscharführera. We wrześniu 1942 roku został skierowany na dwutygodniowe szkolenie do obozu SS w Trawnikach. Od października tegoż roku był członkiem załogi obozu zagłady w Treblince. Służył w tzw. górnym obozie, czyli w strefie zagłady, w której znajdowały się komory gazowe i masowe groby. Nadzorował wyciąganie zwłok z komór gazowych, ich grzebanie w masowych grobach, a w późniejszym okresie – ich kremację. Ocalali więźniowie zapamiętali go jako „przyzwoitego człowieka, który nigdy nikogo nie skrzywdził”, aczkolwiek Abraham Goldfarb twierdził, iż był świadkiem, jak Horn strzałem z pistoletu dobił Żydówkę, która przeżyła gazowanie.
We wrześniu 1943 roku zasymulował chorobę i dzięki temu uzyskał skierowanie na przedłużony urlop do Arnsdorf. W styczniu 1944 roku otrzymał przeniesienie do Einsatz R, czyli specjalnej jednostki policji operującej w okolicach Triestu, złożonej niemal wyłącznie z weteranów akcji „Reinhardt”. Po pewnym czasie odmówił pełnienia służby, w konsekwencji czego został odesłany do Arnsdorf, a następnie karnie wcielony do jednostki Landwehry (grudzień 1944). W ostatnich dniach wojny, walcząc na terenie Czechosłowacji, dostał się do sowieckiej niewoli.
Po zwolnieniu z obozu jenieckiego zamieszkał w Niemczech Zachodnich. Był jednym z podejrzanych w śledztwie przeciwko członkom załogi Treblinki, które Centrala Badania Zbrodni Narodowosocjalistycznych w Ludwigsburgu wszczęła w 1959 roku. Akt oskarżenia przeciwko niemu i trzynastu innym esesmanom został wniesiony 29 stycznia 1963 roku. Ze względu na brak dowodów, które wskazywałyby, że osobiście dopuszczał się mordów lub innych okrucieństw, zarzucono mu jedynie pomocnictwo w zbiorowym mordzie. Prokuratura zażądała dla niego kary trzech lat więzienia. W czasie procesu załogi Treblinki, który toczył się w Düsseldorfie w latach 1964–1965, odpowiadał z wolnej stopy. Jako jedyny z dziesięciu podsądnych został uniewinniony. Sędziowie zaakceptowali jego wyjaśnienia, iż dołożył wszelkich wysiłków, aby uzyskać przeniesienie z Treblinki, a zbrodnicze rozkazy przełożonych wykonywał pod przymusem, w obawie przed możliwymi konsekwencjami ewentualnego sprzeciwu.